# كارلوس أنخيل لوبيز
كارلوس أنخيل لوبيز (بالإسبانية: Carlos Ángel López)‏ (17 يوليو 1952 - 30 سبتمبر 2018) هو لاعب كرة قدم أرجنتيني في مركز الوسط. شارك مع منتخب الأرجنتين لكرة القدم. أما مع النوادي، فقد لعب مع إستوديانتيس دي لا بلاتا وبوكا جونيورز وريفر بليت وفيليز سارسفيلد ونادي بوليفار ونادي راسينغ ونادي ميلوناريوس وسارمينتو دي خونين ونادي إكسكيورسيونيستاس.

## وصلات خارجية
- كارلوس أنخيل لوبيز على موقع قاعدة بيانات كرة القدم.إي يو (الإنجليزية)
- كارلوس أنخيل لوبيز على موقع ناشيونال فوتبول تيمز (الإنجليزية)